# Либохова
Либохова или Либохово (на албански: Libohovë) e град в Албания. Населението му е 1992 жители (2011 г.). Намира се в часова зона UTC+1. Пощенският му код е 6003, а телефонният е 0881. МПС кодът му е GJ.